# Gare de Dave-Nord
La gare de Dave-Nord, anciennement Dave, est une ancienne gare ferroviaire belge de la ligne 154, de Namur à Dinant et Givet (F) située dans l'ancienne commune de Dave, faisant désormais partie de la ville de Namur, en région wallonne dans la province du même nom.
Elle est mise en service en 1862 par la Compagnie du Nord - Belge et ferme à tous trafics en 1984.

## Situation ferroviaire
La gare de Dave (Nord) se trouvait au point kilométrique (PK) 7,60 de la 154, de Namur à Dinant et Givet (F), entre les haltes de Velaine et Tailfer.
À l'époque du Nord-Belge, elle constituait le PK 67,3 en partant de Liège-Longdoz.

## Histoire
En 1845, la Compagnie des chemins de fer de Mons à Manage et de Namur à Liège avait obtenu du gouvernement, en l'échange de la concession de la ligne Namur-Liège, l'obligation de construire une ligne de Namur à Givet dans le cas de figure où la Compagnie des Ardennes construirait un chemin de fer vers la frontière belge dans la vallée de la Meuse. Après sa remise à bail à la Compagnie des chemins de fer du Nord, donnant naissance au Nord - Belge, la Belgique lui imposa de céder à l’État ses lignes de Mons à Manage et Bascoup mais laissa au Nord - Belge le reste de ses concessions et obligations. En 1857, la Compagnie des Ardennes obtint la concession d'une ligne Givet-Charleville désenclavant la région de la basse vallée de la Meuse. Par conséquent, le Nord-Belge se voit dans l'obligation de réaliser la ligne vers Dinant et Givet.
Sa construction prend fin en 1862, sauf la section transfrontalière achevée l'année suivante ; du côté français, la ligne (section du chemin de fer Soissons-Givet) sera construite par étapes de 1859 à 1863. Dave fait partie des communes traversées qui obtiennent d'emblée une gare, avec Jambes, Lustin, Godinne, Yvoir, Dinant, Hastière et Heer-Agimont. Elle est inaugurée le 10 octobre 1862.
Filiale de la Compagnie des chemins de fer du Nord, le Nord - Belge fera construire dans toutes ces gares, sauf Dinant et Agimont, des bâtiments de son plan type pour les petites et moyennes gares, extrêmement répandu de l'autre côté de la frontière.
D’aspect symétrique (en faisant abstraction des annexes), il possède un corps central à étage de trois travées flanqué de deux ailes basses d'une seule travée et complétée par un petit bâtiment de service datant de 1930.
La gare est dotée d'une marquise et son nom est inscrit en dalles de céramique blanches et rouges.
La création par les Chemins de fer de l’État belge de la gare de Dave-État (actuellement Dave-Saint-Martin) sur les hauteurs de la ville en 1901 entraînera un changement de nom de la gare de Dave qui devient alors Dave (Nord) puis Dave Nord en 1916 et Dave-Nord en 1979.
La SNCB, qui a repris le Nord-Belge en 1940, décide de fermer plusieurs arrêts de la ligne 154 le 3 juin 1984. La gare de Dave-Nord ferme ses portes et son bâtiment est complètement démoli.